# Tall-e Bābā Mobārak
Tall-e Bābā Mobārak (persiska: بابا مبارك, بيراهِه, بابا مُبارَك هُنگدان, بَبَ مُبَرَكی, Bābā Mobārak, تل بابا مبارک, بابا مبارکی) är en ort i Iran.   Den ligger i provinsen Bushehr, i den södra delen av landet, 900 km söder om huvudstaden Teheran. Tall-e Bābā Mobārak ligger 619 meter över havet och antalet invånare är 531.
Terrängen runt Tall-e Bābā Mobārak är huvudsakligen kuperad, men åt sydost är den platt. Runt Tall-e Bābā Mobārak är det ganska glesbefolkat, med 31 invånare per kvadratkilometer. Närmaste större samhälle är Jam, 4,1 km sydost om Tall-e Bābā Mobārak. Omgivningarna runt Tall-e Bābā Mobārak är i huvudsak ett öppet busklandskap.